# Anna Scharffenberg
Anna Scharffenberg (Stavanger, Noorwegen , 16 augustus 1876 – Næstved, Denemarken 7 juli 1962) was een Noors concertzangeres.
Ze werd geboren binnen het gezin van douanebeambte Christian Fredrik Wilhelm Scharffenberg (1844-1921) en Anne Cathrine Reimers (1848-1936). Anna Scharffenberg huwde tweemaal, eerst (1901) met Sven Casander Ulsaker en later (1905) met de Deense operazanger Ejnar Forchhammer (1868-1928). Ze kreeg drie kinderen. Ze is een nicht van Arnoldus Reimers en Sophie Reimers, twee bekende toneelspelers in Noorwegen.
In 1895 kreeg ze een studiebeurs. In 1899 kreeg ze een kleine staatstoelage van 750 Noorse kroon voor een buitenlandse studiereis; in 1900 idem.
Een aantal concerten:
- 6 juni 1896: een concert met Sophie Reimers, Roberta Horneman en Kaja Fleischer in de concertzaal van Brødrene Hals
- 28 april 1897: een concert met Ragna Goplen, Roberta Horneman en Kaja Fleischer
- 23 augustus 1897: een concert in Stavanger, samen met Roberta Horneman en haar zus Laura Scharffenberg
- 16 oktober 1897: een concert met Ragna Goplen, het orkest van het Christiania Theater onder leiding van Per Winge
- 27 maart 1901: een concert met Agathe Backer-Grøndahl, Martin Knutzen en het koor van de vrijmetselaars onder leiding van Olaus Andreas Grøndahl
- 1904: 2 concerten in Bergen

Haar oudere zuster Laura Nannestad Scharffenberg (Stavanger, 12 juli 1873 – 7 april 1953) probeerde ook een zangcarrière van de grond te krijgen, hetgeen mislukte. Ze huwde in 1901 met douaneman Andreas Saxegaard.  